# Shoah 1492–1945
Shoah 1492–1945, ist eines der bekanntesten Gemälde des Malers, Fluxus und Happeningkünstlers Wolf Vostell aus dem Jahr 1997. Das Werk thematisiert die Vertreibung der Juden aus Spanien im Jahre 1492 und der jüdischen Opfer des Holocausts der deutschen Nationalsozialisten und ihren Helfern zwischen 1941 und 1945 in Europa.

## Beschreibung
Das 7,20 m breite Gemälde wurde von Vostell zuerst als Auftragsarbeit von der spanischen Regierung im Jahr 1992 angefangen. Ursprünglich sollte das Gemälde die Vertreibung der Juden aus Spanien am Ende der langen Reconquista im Jahre 1942 thematisieren und daran erinnern. Vostell erweiterte das Thema anschließend um den Völkermord an 5,6 bis 6,3 Millionen Juden in Europa während des Zweiten Weltkriegs.
Das Werk trägt den Namen Shoah nach dem hebräischen Begriff Schoah, was übersetzt „die Katastrophe“ / „das große Unglück/Unheil“ bedeutet und als Synonym für den Holocaust verwendet wird.

Vostell lag großen Wert darauf, mit dem Bild eine Brücke zu schaffen für mehr als 500 Jahre Vertreibung und Unterdrückung von Juden in Spanien und Europa. Durch die Kunst wollte er das an das Thema erinnern. Ein Inspiration für sein Bild war das Gemälde von Pablo Picasso Guernica (1937), welches die Bombardierung der spanischen Stadt Gernika während des spanischen Bürgerkriegs durch den Luftangriff der deutschen Legion Condor und der italienischen Corpo Truppe Volontarie thematisiert.
„Mein Gemälde ist, trotz der Fixierung des Themas im Titel, universell legitim und drückt die Tragödie und das große Unglück aus, alle Opfer, die parallel dazu in dieser Zeit gefallen sind.“

– Wolf Vostell: 1997
Das Werk ist des Weiteren eine Anknüpfung an Vostells Assemblagen Auschwitz-Scheinwerfer 568, Treblinka und Deutscher Ausblick aus dem Environment Das schwarze Zimmer aus dem Jahr 1958, welches Vostells erste Auseinandersetzung und Thematisierung mit dem Holocaust war. 
„Das ist dasselbe in Grün. Das Erste waren Objekte, kein Menschenbild, aber Zerstörungsreste von Menschen und über Menschen. Und der Raum hat also deshalb diese Widmung an Auschwitz und an Treblinka. Dieses Mal hat mich eine Figuration interessiert, die nicht illustrativ ist, sondern die Zerstörung im phänomenologischen Sinne zeigt, natürlich gebunden an das Thema. Es ist die Brücke von ’58 bis ’97, zwei Brückenpfeiler, über die eine Brücke geht, über die ich wahrscheinlich noch länger gehen werde.“

– Wolf Vostell: 1997

## Aufbau des Bildes
Die Struktur des Bildes besteht aus zwei Ebenen, welche durch eine „Betonwand“ horizontal getrennt wird. Die obere Ebene zeigt mit hellen Farben und hellen blau Tönen den Horizont. Der Künstler wollte damit auf das Versprechen der Erlösung der Unterdrückung und Vertreibung sowie die Freiheit anspielen. Im Kontrast dazu steht die untere Ebene, welche eine Masse von Menschen in dunkleren Farben und starken Rottönen zeigt. Die Masse von Menschen wird durch diverse Arme und Gesichter von Menschen sowie, klassisch im Stil von Vostell, durch Betonblöcke in Form von Frauenbeinen dargestellt.

## Ausstellungen
Das Gemälde wurde erstmals im Jahr 1997, kurz nach Fertigstellung des Werks, in der Galerie seines Sohnes „Galerie Fine Art Rafael Vostell“ in Berlin ausgestellt. Einige Wochen nach Vostells Tod, im April 1998, wurde das Bild im Palacio Galveias in Lissabon und anschließend im MEIAC (Museum Iberoamerikanischer Zeitgenössischer Kunst) in Badajoz ausgestellt.
Im Jahr 2007 wurde das Bild, im Rahmen einer Vostell Ausstellung anlässlich seines 75. Geburtstages, im Rheinischen Landesmuseum Bonn ausgestellt.
2014 findet eine Doppelausstellung von Vostell und dem Maler El Greco in der Synagoge El Tránsito in Toledo statt. In der Synagoge befindet sich seit 1964 das Museo Sefardí, ein Museum zur Geschichte der Juden in Spanien.
Im Juli 2022 wurde das Bild im Rahmen der Ausstellung Kunst nach der Shoah – Wolf Vostell im Dialog mit Boris Lurie im Kunsthaus Dahlem, in dem sich in einem Teil des Gebäudes Vostells ehemaliges Ateliers befand, in Berlin ausgestellt.